# Improvisatie (muziek)

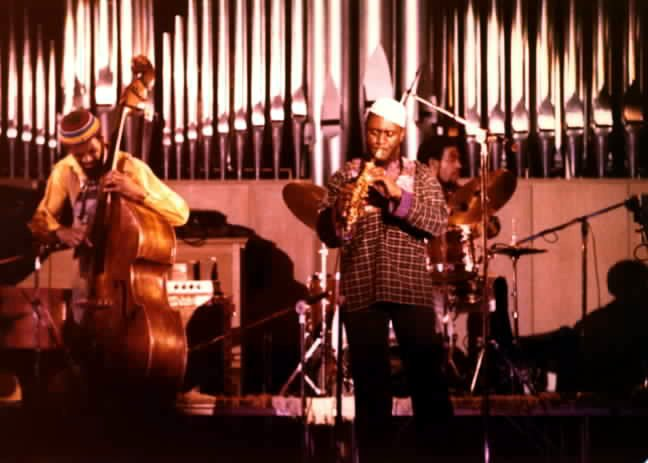
Jazzmusici Reggie Workman, Pharoah Sanders en Idris Muhammad spelen de improvisatie-rijke Free jazz tijdens een optreden in 1978.

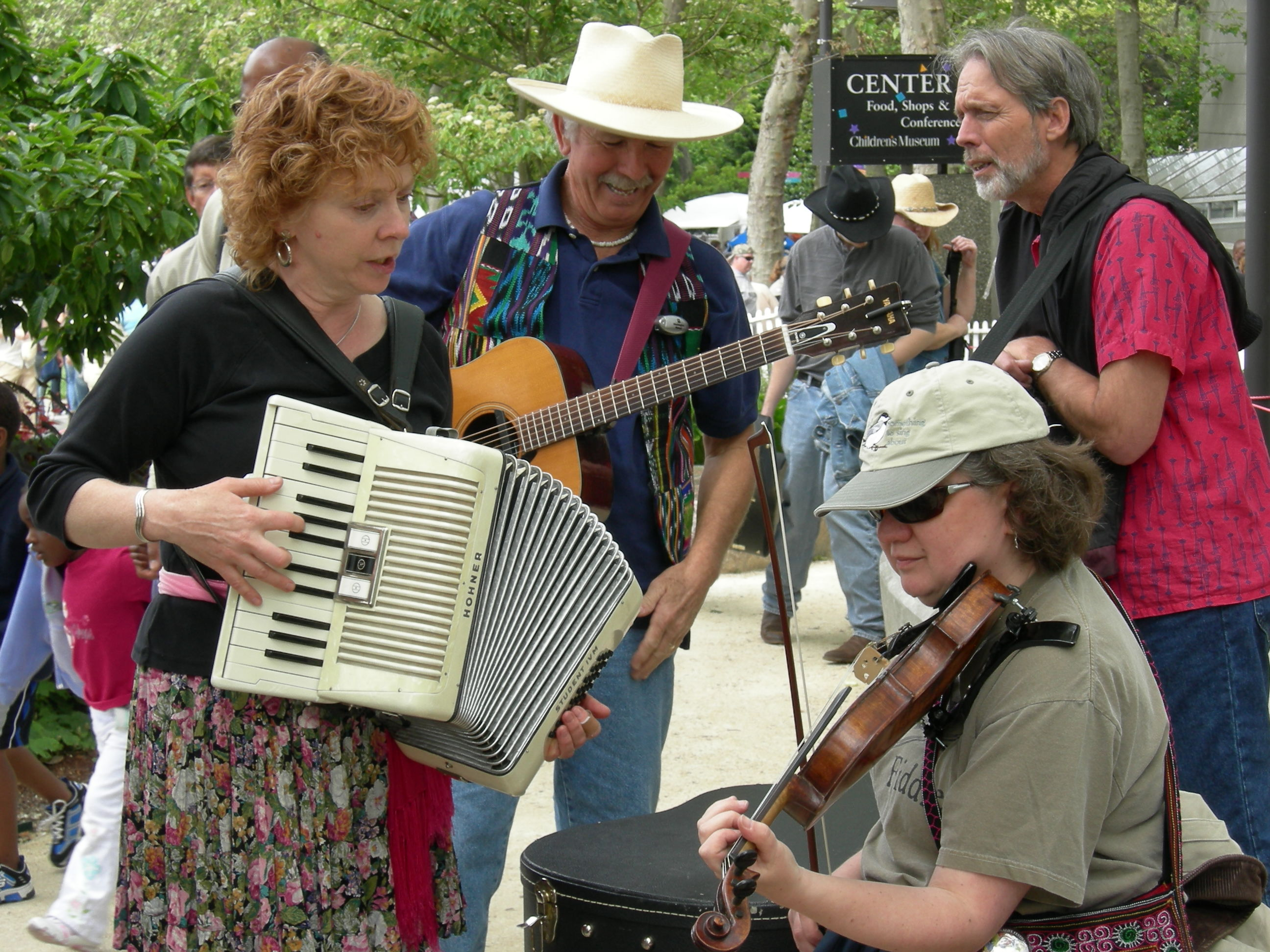
Spontane improvisatie van volksmuziek in Seattle

In muziek is sprake van improvisatie (naar het Latijn: onvoorzien), wanneer de muziek niet of niet geheel van tevoren is vastgelegd, en door musici tijdens de uitvoering spontaan wordt verzonnen.
In de muziek wordt de term improvisatie gebruikt als tegendeel van de term compositie, waarbij een muziekstuk geheel of bijna geheel is vastgelegd.
Improviseren in de beste zin is meer dan "zomaar wat fiedelen" en kan als een kunst op zich worden beschouwd.
In de Middeleeuwen kende men het contrapunctus alla mente, waarbij over een vaste stem (cantus firmus) twee- tot driestemmig werd geïmproviseerd. In de barok bestond er de improvisatietraditie van de basso continuo, waarbij de akkoorden vaststonden, maar de exacte speelwijze aan de fantasie van de speler(s) werd overgelaten. Bach was bijvoorbeeld in staat zesstemmige fuga's te improviseren, hetgeen het nodige muzikale rekenwerk met zich meebrengt.
Omdat aan het improviseren in de muziekopleidingen in het algemeen geen aandacht wordt besteed, is de gemiddelde klassiek geschoolde muzikant niet in staat te improviseren. Er is echter ook een tendens om juist de improvisatievaardigheid bij klassieke musici weer te vergroten. Ook het van blad spelen speelt daarbij een belangrijke rol.
Improvisatie wordt veel toegepast in de jazz, waarbij in het algemeen over een vast akkoordenschema melodisch wordt geïmproviseerd. Er bestaan ook vrijere vormen van jazzimprovisatie, zoals A Love Supreme van John Coltrane laat zien; Coltranes concept hier is puur melodisch thematisch van opzet. De harmonieën (de akkoorden) worden hier ook geïmproviseerd. In de freejazz ligt doorgaans niets van tevoren vast.
Improvisatie kan ook worden beschouwd als een vorm van instant composing, en wordt als dusdanig beoefend door muzikanten zoals gitarist Derek Bailey en saxofonist Evan Parker. Er zijn ook componisten die met behulp van bepaalde technieken vormen van improvisatie prominent in hun composities opnemen, zoals Anthony Braxton, Peter van Bergen, John Zorn, Maarten Altena, Barry Guy. Zulke muziek is moeilijk te klassificeren en kan uitlopend klinken, maar wordt gewoonlijk onder de noemer vrije improvisatie ondergebracht. Een ander voorbeeld is Keith Rowe, die gitaar met elektronica en radio combineert, en die in 1965 met Lou Gare en Eddie Prévost de invloedrijke groep AMM oprichtte. In Nederland is drummer Han Bennink een van de bekendere improvisatie-muzikanten.
Bekendste vertegenwoordiger van het genre in België is pianist Fred Van Hove - die in de jaren 70 samen met de Werkgroep Improviserende Muzikanten (WIM) het Free Music Festival inrichtte, een jaarlijks festival in Antwerpen dat nog altijd bestaat en ondertussen wordt gehuisvest in het internationaal kunstencentrum de Singel. Hij speelde in 1968 mee op het album 'Machinegun' van het Peter Brötzmann-octet, een van de allereerste Europese Free Jazz/impro-albums, en was in 1997 cultureel ambassadeur van Vlaanderen. Een van de andere oprichters van WIM was de Mechelse saxofonist en bandoneonspeler André Goudbeek.
In Brussel werd in 1981 "Inaudible asbl" opgericht, met als voornaamste bezielers Guy Strale (clarinet, piano) en Philippe Smeyers (contrabas, cello, gitaar). Beiden beheerden een vrij improvisatie-atelier in de Animatiehal van het Paleis voor Schone Kunsten (BOZAR) van Brussel, opgezet door de Philharmonische Vereniging, tussen 1976 en 1985. Deze collectiviteit van muzikanten verzorgt maandelijkse ateliers en concerten en een jaarlijks driedaags festival te Brussel.
Ook onder amateurmuzikanten wordt in de vorm van bijvoorbeeld jamsessies veel geïmproviseerd. Iedereen met voldoende beheersing over zijn of haar instrument kan in principe improviseren. 
Muziekstijlen waarbij sprake is van improvisatie:
- Folk en Volksmuziek
- Hindoestaanse muziek
- Blues
- Jazz
- Progressive Rock en Progressive Metal
- Avant-garde
- Vrije improvisatie[1]
- Elektro-akoestische improvisatie, ook wel eai of EAI, zie Elektroakoestische muziek en (en) EAI